# Laser en voile aux Jeux olympiques d'été de 2024
Pour un article plus général, voir Voile aux Jeux olympiques d'été de 2024.
Cet article traite de l'épreuve masculine. Pour la compétition féminine, voir Laser Radial en voile aux Jeux olympiques d’été de 2024.
Navigation
Tokyo 2020 Los Angeles 2028
L'épreuve de Laser en voile aux Jeux olympiques d'été de 2024 a lieu du 1er au 6 août 2024 à la Marina de Marseille, dans le Sud de la France.
Cette compétition sur Laser ILCA 7 est exclusivement masculine, les femmes disputant l'épreuve sur des Laser ILCA 6.

## Format de la compétition
Cette épreuve comprend une série de 12 régates. À chacune d’elles, des points sont attribués en fonction de la position : le vainqueur obtient un point, le deuxième marque deux points, et ainsi de suite. 
Après les 12 premières régates, les points attribués dans la course où le concurrent a réalisé sa plus mauvaise performance sont retirés et les points restants sont additionnés. 
Les 10 meilleurs scores disputent ensuite la régate finale s'appelant la course aux médailles pour laquelle les points sont doublés : deux points pour la première place, quatre points pour la deuxième place et ainsi de suite. 
Le total des points obtenus à l’issue de la régate finale détermine le classement : l'athlète ayant le score le plus bas est déclaré vainqueur.
Pendant les courses, les concurrents effectuent un parcours en forme d’énorme triangle, se dirigeant vers la ligne d'arrivée après avoir affronté le vent dans les trois directions. Ils doivent passer les bouées de marquage un certain nombre de fois et dans un ordre prédéterminé.

## Médaillés
| Or                  | Argent                | Bronze                  |
| Matthew Wearn (AUS) | Pavlos Kontides (CYP) | Stefano Peschiera (PER) |

## Programme
| Date            | Horaire | Manche               |
| --------------- | ------- | -------------------- |
| Jeudi 1er août  | 11 h 00 | Régates              |
| Vendredi 2 août | 11 h 00 | Régates              |
| Samedi 3 août   | 11 h 00 | Régates              |
| Dimanche 4 août | 11 h 00 | Régates              |
| Lundi 5 août    | 11 h 00 | Régates              |
| Mardi 6 août    | 11 h 00 | Course aux médailles |

## Résultats détaillés
Le résultat barré est le plus mauvais de l’athlète concerné. Il n’est pas pris en compte dans le sous-total.
| Rang                                | Athlètes                          | Régates | Régates | Régates | Régates | Régates | Régates  | Régates | Régates | Régates          | Régates          | Sous-total | CM      | Total final |
| Rang                                | Athlètes                          | 1       | 2       | 3       | 4       | 5       | 6        | 7       | 8       | 9                | 10               | Sous-total | CM      | Total final |
| ----------------------------------- | --------------------------------- | ------- | ------- | ------- | ------- | ------- | -------- | ------- | ------- | ---------------- | ---------------- | ---------- | ------- | ----------- |
| Médaille d'or, Jeux olympiques      | Matthew Wearn (AUS)               | 12      | 2       | 1       | 18      | 1       | 2        | 10      | 10      | Régates annulées | Régates annulées | 38 pts     | 2       | 40 pts      |
| Médaille d'argent, Jeux olympiques  | Pavlos Kontides (CYP)             | 17      | 5       | 27      | 5       | 10      | 5        | 3       | 7       | Régates annulées | Régates annulées | 52 pts     | 4       | 56 pts      |
| Médaille de bronze, Jeux olympiques | Stefano Peschiera (PER)           | 6       | 1       | 14      | 11      | 20      | 14       | 12      | 4       | Régates annulées | Régates annulées | 62 pts     | 18      | 80 pts      |
| 4                                   | Jonatan Vadnai (HUN)              | 16      | 12      | 21      | 13      | 5       | 12       | 8       | 12      | Régates annulées | Régates annulées | 78 pts     | 6       | 84 pts      |
| 5                                   | Hermann Tomasgaard (NOR)          | 22      | 16      | 2       | 17      | 15      | 19       | 6       | 2       | Régates annulées | Régates annulées | 77 pts     | 8       | 85 pts      |
| 6                                   | Micheal Beckett (GBR)             | 19      | 9       | 15      | 8       | 4       | 4        | 44 BFD  | 8       | Régates annulées | Régates annulées | 67 pts     | 20      | 87 pts      |
| 7                                   | Thomas Saunders (NZL)             | 11      | 17      | 10      | 7       | 19      | 3        | 44 BFD  | 13      | Régates annulées | Régates annulées | 80 pts     | 10      | 90 pts      |
| 8                                   | Clemente Seguel (CHI)             | 2       | 28      | 18      | 10      | 8       | 17       | 18      | 9       | Régates annulées | Régates annulées | 82 pts     | 12      | 94 pts      |
| 9                                   | Lorenzo Chiavarini (ITA)          | 25      | 21      | 4       | 6       | 17      | 27       | 5       | 19      | Régates annulées | Régates annulées | 97 pts     | 14      | 111 pts     |
| 10                                  | Finn Lynch (IRL)                  | 9       | 25      | 26      | 22      | 12      | 7        | 13      | 11      | Régates annulées | Régates annulées | 99 pts     | 16      | 115 pts     |
| 11                                  | Eduardo Marques (POR)             | 5       | 11      | 31      | 15      | 35      | 1        | 44 BFD  | 3       | Régates annulées | Régates annulées | 101 pts    | Éliminé | Éliminé     |
| 12                                  | Jean-Baptiste Bernaz (FRA)        | 8       | 19      | 5       | 31      | 3       | 20       | 16      | 30      | Régates annulées | Régates annulées | 101 pts    | Éliminé | Éliminé     |
| 13                                  | Philipp Buhl (GER)                | 7       | 30      | 3       | 28      | 26      | 11       | 44 BFD  | 1       | Régates annulées | Régates annulées | 106 pts    | Éliminé | Éliminé     |
| 14                                  | Milivoj Dukić (MNE)               | 3       | 23      | 13      | 33      | 7       | 32       | 2       | 26      | Régates annulées | Régates annulées | 106 pts    | Éliminé | Éliminé     |
| 15                                  | Duko Bos (NED)                    | 1       | 20      | 29      | 27      | 14      | 16       | 4       | 28      | Régates annulées | Régates annulées | 110 pts    | Éliminé | Éliminé     |
| 16                                  | Juan Maegli (GUA)                 | 21      | 22      | 8       | 3       | 9       | 33       | 44 BFD  | 15      | Régates annulées | Régates annulées | 111 pts    | Éliminé | Éliminé     |
| 17                                  | Žan Luka Zelko (SLO)              | 27      | 10      | 33      | 23      | 2       | 21       | 14      | 16      | Régates annulées | Régates annulées | 113 pts    | Éliminé | Éliminé     |
| 18                                  | Vishnu Saravanan (IND)            | 10      | 34      | 20      | 19      | 21      | 13       | 7       | 24      | Régates annulées | Régates annulées | 114 pts    | Éliminé | Éliminé     |
| 19                                  | Filip Jurišić (CRO)               | 13      | 4       | 32      | 1       | 31      | 24       | 28      | 14      | Régates annulées | Régates annulées | 115 pts    | Éliminé | Éliminé     |
| 20                                  | Enrique Arathoon (ESA)            | 4       | 33      | 16      | 34      | 16      | 15       | 19      | 17      | Régates annulées | Régates annulées | 120 pts    | Éliminé | Éliminé     |
| 21                                  | Joaquín Blanco Albalat (ESP)      | 14      | 35      | 12      | 20      | 25      | 10.2 DPI | 44 BFD  | 5       | Régates annulées | Régates annulées | 121.2 pts  | Éliminé | Éliminé     |
| 22                                  | William De Smet (BEL)             | 20      | 7       | 34      | 4       | 13      | 35       | 44 RET  | 18      | Régates annulées | Régates annulées | 131 pts    | Éliminé | Éliminé     |
| 23                                  | Yiğit Yalçın Çitak (TUR)          | 18      | 13      | 37      | 14      | 22      | 9        | 44 BFD  | 20      | Régates annulées | Régates annulées | 133 pts    | Éliminé | Éliminé     |
| 24                                  | Nicholas Halliday (HKG)           | 35      | 14      | 35      | 16      | 18      | 6        | 15      | 32      | Régates annulées | Régates annulées | 136 pts    | Éliminé | Éliminé     |
| 25                                  | Ryan Lo (SGP)                     | 15      | 8       | 11      | 29      | 23      | 25       | 44 BFD  | 27      | Régates annulées | Régates annulées | 138 pts    | Éliminé | Éliminé     |
| 26                                  | Ha Jee-min (KOR)                  | 30      | 32      | 40      | 9       | 24      | 22       | 1       | 22      | Régates annulées | Régates annulées | 140 pts    | Éliminé | Éliminé     |
| 27                                  | Francisco Guaragna Rigonat (ARG)  | 28      | 26      | 24      | 44 UFD  | 6       | 18       | 24      | 23      | Régates annulées | Régates annulées | 149 pts    | Éliminé | Éliminé     |
| 28                                  | Bruno Fontes (BRA)                | 31      | 31      | 6       | 30      | 32      | 34       | 25      | 6       | Régates annulées | Régates annulées | 161 pts    | Éliminé | Éliminé     |
| 29                                  | Luc Chevrier (LCA)                | 24      | 36      | 19      | 25      | 11      | 28       | 27      | 29      | Régates annulées | Régates annulées | 163 pts    | Éliminé | Éliminé     |
| 30                                  | Omer Vered Vilenchik (ISR)        | 38      | 3       | 7       | 40      | 36      | 37       | 20      | 25      | Régates annulées | Régates annulées | 166 pts    | Éliminé | Éliminé     |
| 31                                  | Karl-Martin Rammo (EST)           | 34      | 6       | 28      | 39      | 27      | 29       | 9       | 33      | Régates annulées | Régates annulées | 166 pts    | Éliminé | Éliminé     |
| 32                                  | Khairulnizam Afendy (MAS)         | 32      | 15      | 22      | 21      | 30      | 26       | 22      | 34      | Régates annulées | Régates annulées | 168 pts    | Éliminé | Éliminé     |
| 33                                  | Just Van Aanholt (ARU)            | 26      | 39      | 25      | 24      | 34      | 10       | 23      | 36      | Régates annulées | Régates annulées | 178 pts    | Éliminé | Éliminé     |
| 34                                  | Pedro Luis Fernandez Gamboa (PUR) | 33      | 27      | 17      | 35      | 33      | 36       | 11      | 31      | Régates annulées | Régates annulées | 187 pts    | Éliminé | Éliminé     |
| 35                                  | Arthit Mikhail Romanyk (THA)      | 39      | 24      | 30      | 26      | 29      | 30       | 21      | 35      | Régates annulées | Régates annulées | 195 pts    | Éliminé | Éliminé     |
| 36                                  | Johan Lundgaard Schubert (DEN)    | 29      | 29      | 39      | 37      | 28      | 23       | 44 BFD  | 21      | Régates annulées | Régates annulées | 206 pts    | Éliminé | Éliminé     |
| 37                                  | Kaarle Tapper (FIN)               | 23      | 18      | 9       | 32      | 44 DNC  | 44 DNC   | 44 DNC  | 44 DNC  | Régates annulées | Régates annulées | 214 pts    | Éliminé | Éliminé     |
| 38                                  | Thad Lettsome (IVB)               | 40      | 38      | 36      | 2       | 38      | 38       | 26      | 37      | Régates annulées | Régates annulées | 215 pts    | Éliminé | Éliminé     |
| 39                                  | Filipe Andre (ANG)                | 41      | 42      | 23      | 12      | 40      | 40       | 30      | 41      | Régates annulées | Régates annulées | 227 pts    | Éliminé | Éliminé     |
| 40                                  | Michal Krasodomski (POL)          | 36      | 37      | 42      | 38      | 37      | 31       | 17      | 38      | Régates annulées | Régates annulées | 234 pts    | Éliminé | Éliminé     |
| 41                                  | Aly Badawy (EGY)                  | 37      | 40      | 38      | 36      | 41      | 41       | 29      | 39      | Régates annulées | Régates annulées | 260 pts    | Éliminé | Éliminé     |
| 42                                  | Eroni Leilua (SAM)                | 42      | 41      | 43      | 42      | 39      | 39       | 31      | 40      | Régates annulées | Régates annulées | 274 pts    | Éliminé | Éliminé     |
| 43                                  | Viliame Ratulu (FIJ)              | 43      | 43      | 41      | 41      | 42      | 42       | 32      | 42      | Régates annulées | Régates annulées | 283 pts    | Éliminé | Éliminé     |